# Débris (série télévisée)
Pour les articles homonymes, voir Débris (homonymie).
Production
Diffusion
Débris (Debris) est une série télévisée de science-fiction américaine de 13 épisodes en 43 minutes, créée par J. H. Wyman et diffusée de 1er mars au 24 mars 2021 sur le réseau NBC.
En France, elle est diffusée du 2 mars au le[Quand ?] sur le réseau TF1.
En mai 2021, la série est arrêtée après une seule saison.

## Synopsis
Les débris d'un vaisseau spatial extraterrestre sont tombés sur la Terre au cours des six derniers mois. Un groupe de travail international est formé pour identifier et collecter ces pièces parce qu'elles ont des effets inhabituels et souvent mortels sur les humains et leur environnement. La série suit le partenariat entre l'agent de la CIA Bryan Beneventi et de l'agent du MI6 Finola Jones alors qu'ils traquent ces pièces. Mais il y a aussi d'autres groupes qui cherchent les pièces pour eux-mêmes.

## Distribution

### Acteurs principaux
- Jonathan Tucker (VF : Thibaut Lacour) : Bryan Beneventi, agent de la CIA
- Riann Steele (VF : Aurélie Konaté) : Finola Jones, agent du MI6
- Norbert Leo Butz (VF : Boris Rehlinger) : Craig Maddox, agent de la CIA et gestionnaire de Beneventi
- Scroobius Pip (en) : Anson Ash, membre d'Influx, un groupe extrémiste qui cherche à utiliser les débris à des fins inconnues

### Acteurs secondaires
- Anjali Jay : Priya Ferris, gestionnaire MI6 de Jones
- Gabrielle Ryan : Dee Dee, sœur cadette de Jones
- Sebastian Roché : Brill, autre agent du MI6
- Thomas Cadrot : Tom, membre de l'équipe d'Orbital
- Andrea Stefancikova : Irina, agente secrète russe
- Tyrone Benskin : George Jones, scientifique qui est le père de Finola et de Dee Dee
- Armin Karame : Brandt, technicien d'orbital
- Jennifer Copping : Julia Maddox, femme de Craig
- Christian Rose : Dario Maddox, fils de Craig et Julia Maddox
- Ben Cotton : Loeb, membre d'Influx

## Production

### Attribution des rôles
Mi-février 2020, Jonathan Tucker est engagé pour le rôle principal, celui de Bryan Beneventi, dans le pilote de la série, ainsi que Riann Steele dans le rôle de Finola Jones, également actrice principale et Norbert Leo Butz dans celui de Craig Maddox. Mi-octobre, Anjali Jay est choisie pour un rôle secondaire. Mi-décembre, Gabrielle Ryan se joint à l'équipe pour un rôle secondaire.
Fin janvier 2021, Scroobius Pip était déjà sur la liste de personnages principaux. Début février, Sebastian Roché est choisi pour le rôle secondaire.

### Tournage
La série a eu le feu vert en janvier 2020 et la majorité du pilote a été filmée avant que la production ne soit suspendue aux États-Unis en raison de la pandémie de Covid-19. Le tournage a lieu, entre le 2 novembre 2020 et le 9 avril 2021 à Vancouver, en Colombie-Britannique. Dans le premier épisode, la scène du hangar d'aéroport est filmée dans le Heritage Hangar à l'aéroport de Boundary Bay (en) à Delta (Colombie-Britannique).

### Fiche technique
Sauf indication contraire, les informations mentionnées dans cette section peuvent être confirmées par la base de données cinématographiques IMDb,  présente dans la section « Liens externes ».
- Titre original : Debris
- Création : J. H. Wyman (en)
- Réalisation : Steven A. Adelson (en), Brad Anderson, Eagle Egilsson (en), Karen Gaviola (en), Clare Kilner (en), Padraic McKinley, Rebecca Rodriguez et Tim Southam (en)
- Scénario : Ryan A. Wagner, Tracy Bellomo, Davia Carter, Samantha Corbin-Miller, Kyle Lierman, Tiffany Shaw Ho, Jeff Vlaming (en), Glen Whitman (en) et J.H. Wyman
- Musique : Raney Shockne (en)
- Direction artistique : Gregory Clarke, Jacqui Dudeck, Sandra Nieuwenhuijsen et Vivien Nishi
- Décors : James Philpott
- Costumes : Beverley Huynh et Andrea Des Roches
- Photographie : Tony Mirza et Michael Wale
- Montage : Andrew Cohen, Michael R. Fox, Chris Peppe, Tanya M. Swerling et Sarah Zeitlin
- Casting : Corinne Clark, Jennifer Page et John Papsidera
- Production : Bonnie R. Benwick, Jeff Rafner et Tanya Swerling
- Production exécutive : Brad Anderson, Samantha Corbin-Miller, Jason Hoffs, Jeff Vlaming et J. H. Wyman
- Coproduction : Katie O'Hara
- Sociétés de production : Frequency Films, Legendary Television et Universal Television
- Sociétés de distribution : National Broadcasting Company (États-Unis) ; TF1 Distribution (France)
- Pays de production :  États-Unis
- Langue originale : anglais
- Format : couleur – 16:9 HD – son stereo, Dolby Digital
- Nombre de saison : 1
- Nombre d'épisodes : 13
- Genre : drame, science-fiction, thriller
- Durée : 42-43 minutes
- Dates de première diffusion :
  - États-Unis : 1er mars 2021 sur NBC
  - France : 2 mars 2021 sur TF1

## Épisodes
1. Traquer l'impossible (Pilot)
2. Nous ne sommes pas seuls (You Are Not Alone)
3. Le Rectangle (Solar Winds)
4. Pluie toxique (In Universe)
5. Le Vortex temporel (Earthshine)
6. Seconde jeunesse (Supernova)
7. Esprit de revanche (You Can Call Her Caroline)
8. Un homme à abattre (Spaceman)
9. Au-delà du réel (Do You Know Icarus?)
10. Au fond de l'océan (I Am Icarus)
11. Opération « Faucon du désert » (Asalah)
12. Convergences (A Message from Ground Control)
13. Effets secondaires (Celestial Body)